# بطولة العالم لسباقات فورمولا 1 موسم 1987
بطولة العالم لسباقات فورمولا 1 موسم 1987 عقدت في سنة 1987 م، وفاز بها نيلسون بيكيه (بالإنجليزية: Nelson Piquet)‏ من فريق ويليامز إف ون (بالإنجليزية: Williams)‏ بسيارته الهوندا. نيلسون بيكيه الذي بدأ السباق في الخط رقم 4 حصل على أفضل توقيت في الجولة 4 من السباق في أسرع لفة له. هذا السائق في المجموع حصد 73 نقطة.

## الوصلات الخارجية
- الموقع الرسمي للفورمولا 1